# Zwanenwater

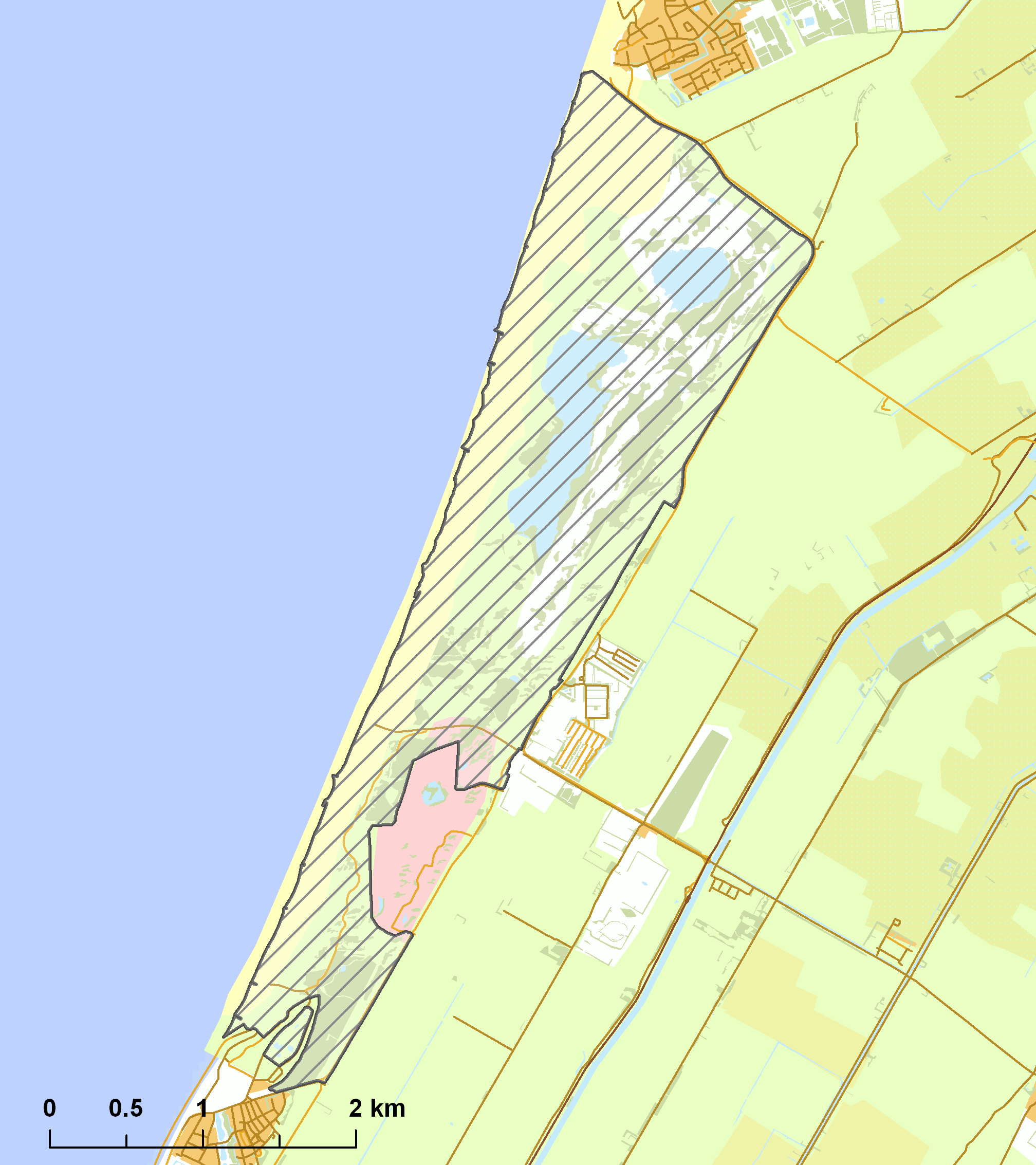
Karte des Gebiets

Zwanenwater (niederländisch Het Zwanenwater) ist eine geschützte Dünenlandschaft in Nordholland. Als Sumpfgebiet ausgeprägt beherbergt es viele seltene Tier- und Pflanzenarten.

## Geographie und Geschichte
Die abwechslungsreiche Dünenlandschaft Zwanenwater (zu deutsch „Schwanenwasser“) liegt südlich der früheren Insel und des heutigen Ortes Callantsoog in der Gemeinde Schagen, Nordholland, (Niederlande). Die Fläche misst insgesamt 580 Hektar und ist seit 1973 im Besitz des Verbandes „Naturmonumenten“.

## Tier- und Pflanzenwelt

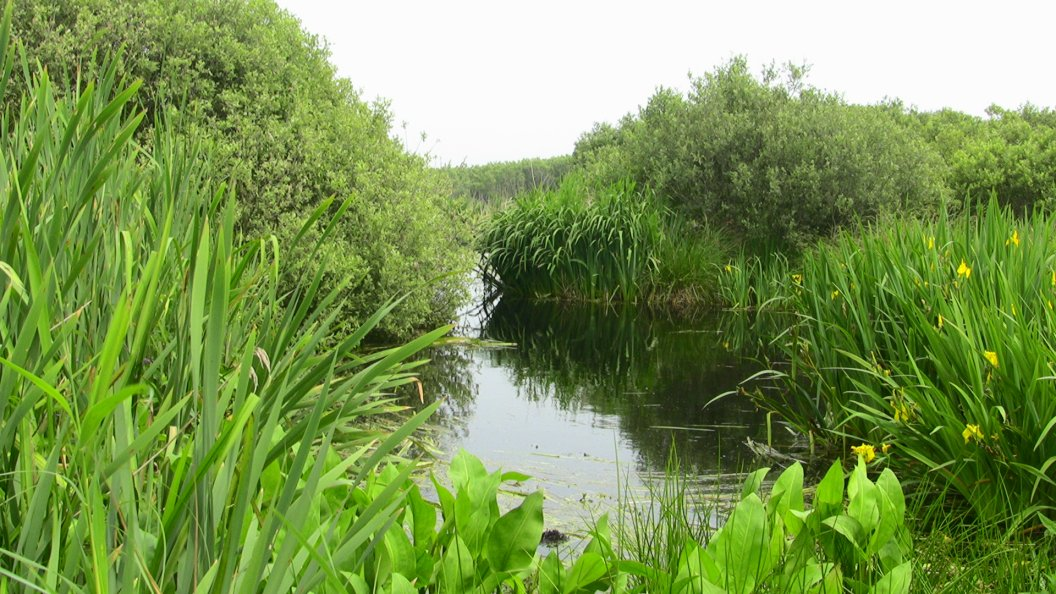
Zwanenwater – eine Impression mit Schilf und Teichlandschaft

In dem Dünengebiet sind sehr viele – teils seltene – Tiere heimisch. Der Habicht findet sich in bewaldeten Gegenden und zieht hier seine Kreise, das Blaukehlchen findet man dagegen in Schilf- und Sumpfgebieten. Weiterhin sieht man Haubentaucher auf den großen Wasserflächen.
Eine ganz besondere Erscheinung ist der Löffelreiher, der nur noch selten anzutreffen ist und sich hier auf der Insel des zweiten Sees heimisch fühlt und dort brütet. Das Naturschutzgebiet Het Zwanenwater beherbergt die größte europäische Brutstätte dieser storchgroßen, weißen Vögel, die ihren Namen einem merkwürdigen, löffelartig verbreiterten Schnabel verdanken.
Teile des Gebietes werden gemäht (Heuwiesen) und bieten damit beispielsweise Orchideen Platz. Damit die Sumpflandschaft nicht verlandet, werden bestimmte Teile des Zwanenwaters von Wildwuchs befreit. Andere Stellen des Gebietes werden sich selbst überlassen, so dass hier kleine Birkenwälder entstehen.

## Tourismus
Seitdem im Jahre 1988 das Zwanenwater zum international wichtigen Sumpfgebiet ausgerufen wurde, wird diesem Gebiet besonderer Schutz geboten. Für naturinteressierte Touristen ist das Gebiet ganztägig zugänglich (1. April – 1. August 7:00–21:00, ansonsten von Sonnenaufgang bis -untergang). Von Nichtmitgliedern des Vereins Naturmonumenten wird ein Obolus (3,- Euro Tageskarte) verlangt. Man hat u. a. die Möglichkeit, aus zwei Beobachtungshütten heraus die Tiere des ersten Sees zu beobachten.
Während der Wanderungen auf den Rundwanderwegen (2 oder 4,5 km) trifft man auf verschiedenste Landschaftsausprägungen. Man wandert durch die „typischen“ – mit Dünengräsern überdeckten – sandigen Dünen, findet teils groteske Waldbestände und abgestorbene Baumstümpfe, überall blüht es. Dann wiederum nähert man sich den Wasserflächen mit Schilf und Sumpf, gelangt in kleine tropisch anmutende Wäldchen, in denen einem kleine Fröschchen und eine Menge „Moskitos“ begegnen. Nachtigall und Kuckuck sind zu hören, Blessrallen streiten auf den Tümpeln.